# 이온 루추
이온 이오누츠 루추(루마니아어: Ion Ionuț Luțu, 1975년 8월 3일 ~ )는 루마니아의 은퇴한 축구 선수로, 포지션은 미드필더였다.
K리그 2000 시즌 수원 삼성 블루윙즈에서 19경기에 출전하여 2골을 기록하였다. 이후 잠시 팀을 떠났으나 K리그 2001시즌에 돌아와 18경기에 출전하여 4골을 기록하였다. 당시 등록명은 루츠였다.